# William E. Duellman
William Edward Duellman (* 6. September 1930 in Dayton, Ohio; † 25. Februar 2022) war ein US-amerikanischer Herpetologe. 

## Leben
William Duellman war der Sohn von Harold und Mable Duellman. Er erlangte 1952 den Bachelor of Science und 1953 den Master of Science an der University of Michigan. Im selben Jahr heiratete Duellmann das erste Mal. Aus dieser Ehe gingen zwei Töchter hervor. Ab 1965 war er mit der Herpetologin Linda Trueb verheiratet, mit der er ebenfalls eine Tochter hat. 1956 wurde er mit der Dissertation A Monographic Study of the Colubrid Snake Genus Leptodeira an der University of Michigan zum Ph.D. promoviert. Zur Recherche für diese Arbeit verbrachte er einen Sommer in Mexiko. Von 1952 bis 1956 war er Assistent an der herpetologischen Abteilung des University of Michigan Museum of Natural History. Von 1954 bis 1956 war er Lehrbeauftragter am University of Michigan Museum of Natural History. Von 1956 bis 1959 war er Dozent in der Abteilung für Biologie an der Wayne State University. Von 1959 bis 1963 war er Assistenzkurator der herpetologischen Abteilung der University of Kansas. Von 1959 bis 1968 war er zunächst Assistenzprofessor und dann außerordentlicher Professor an der University of Kansas. Ab 1970 war er Professor für Ökologie und Evolutionsbiologie an der University of Kansas sowie Kurator im Museum of Natural History in der Dyche Hall. 1997 ging er als Professor emeritus und Kurator emeritus in den Ruhestand.
Duellmans Forschung befasste sich mit der Systematik von zoogeographischen Mustern, der Evolution, der Zoogeographie der Herpetofauna der Neuen Welt sowie der Evolutionsbiologie der Reptilien und Amphibien.
Von den 1960er bis 1980er Jahren beschrieb er in Zusammenarbeit mit John Douglas Lynch zahlreiche Arten der Gattung Eleutherodactylus, die später in die Gattung Pristimantis transferiert wurden. 
1977 erschien in der Reihe Das Tierreich das Werk Liste der rezenten Amphibien und Reptilien: Hylidae, Centrolenidae, Pseudidae. 1978 brachte Duellman das Buch Biology of an Equatorial Herpetofauna in Amazonian Ecuador heraus. 1979 gab er im Verlag der University of Kansas die Schrift The South American herpetofauna: Its origin, evolution, and dispersal heraus. 1980 folgte das Werk The Eleutherodactylus of the Amazonian Slopes of the Ecuadorian Andes (Anura: Leptodactylidae) in Zusammenarbeit mit John Douglas Lynch. 1982 gab er mit Joseph T. Collins das Buch Amphibians and Reptiles in Kansas heraus. 1985 veröffentlichte er mit seiner Frau Linda Trueb das Buch Biology of Amphibians, das 1994 in einer Neuauflage erschien. 1994 wurde das Werk Guide to the Frogs of the Iquitos Region, Amazonian Peru und 1999 das Buch Patterns of Distribution of Amphibians: A Global Perspective veröffentlicht.
In den 2000er Jahren konzentrierten sich Duellmans Forschungsaktivitäten auf die Zusammenarbeit mit verschiedenen Wissenschaftlern in Südamerika, hauptsächlich auf die Froschfamilie Hemiphractidae. Den größten Teil seiner Zeit widmete er jedoch fünf Büchern – einer überarbeiteten Ausgabe des Werkes Hylid Frogs of Middle America (2001), das erstmals 1970 in zwei Bänden erschien, einer Synthese seiner Arbeit in Amazonien, Lives of Amphibians and Reptiles in an Amazonian Rainforest (2005) und in Zusammenarbeit mit Edgar Lehr einer systematischen und biogeographischen Analyse eines großen Teils der peruanischen Froschfauna, Terrestrial Breeding Frogs (Strabomantidae) in Peru (2008). Anfang 2014 schloss er seine langjährigen Forschungen über die Familie Hemiphractidae ab und veröffentlichte 2015 darüber das Werk Marsupial Frogs and Their Allies beim Verlag Johns Hopkins University Press. Im selben Jahr brachte er das Buch Herpetology at Kansas: A Centennial History heraus.
Duellman war Mitglied in der American Society of Ichthyologists and Herpetologists, in der Society for the Study of Evolution, in der Society of Systematic Zoology, in der Herpetologists’ League, in der Ecological Society of America und in der British Herpetological Society.

## Dedikationsnamen
Duellman wurde in zahlreichen Art- und Gattungsepitheta geehrt, darunter Phyllodactylus duellmani Dixon, 1960, Anolis duellmani Fitch & Henderson, 1973, Pristimantis duellmani (Lynch, 1980), Phyllomedusa duellmani Cannatella, 1982, Duellmania Dubois, 1987, Duellmanohyla Campbell & Smith, 1992, Ranitomeya duellmani (Schulte, 1999), Noblella duellmani (Lehr, Aguilar & Lundberg, 2004), Ceuthomantis duellmani Barrio-Amoros, 2010 sowie Cnemidophorus duellmani McCranie & Hedges, 2013